# Noche de Paz (El Ala Oeste)
Noche de Paz es el decimoprimer capítulo de la cuarta temporada de la serie dramática El Ala Oeste.

## Argumento
Toby prepara la entrada de Will Bailey a la Casa Blanca, mientras se enfrenta a un comité que investiga un posible fraude de su exmujer Andy Wyatt. Quieren saber si esta sabia que estaba embarazada cuando se presentó a la reelección al cargo de congresista. Además su padre, Jules Ziegler (interpretado en la vejez por Jerry Adler y de joven por Danny Jacobs) se presenta en su despacho. Este fue durante su juventud miembro de la mafia, y el director de Comunicaciones de la Casa Blanca no se lleva nada bien con él.
Mientras Zoey Bartlet aparece junto a su nuevo novio para pedirle permiso a su padre para llevárselo por Navidad a Manchester (Nuevo Hampshire). Este en un principio se niega, y, abrumado por la culpa, está a punto de contarle a su hija que ordenó matar al Ministro de Defensa de Qumar. En el último momento se echa para atrás y permite que un descendiente de los borbones, la actual pareja de Zoey esté en la Cena de Navidad.
Donna se queda junto Josh tras pedirle a este el Presidente que reforme una ley de protección a la infancia. Finalmente Leo, que intenta arreglar el cierre de la Basílica de la Natividad por Israel (con la excusa de su mal estado) ordenará que se vaya de vacaciones.
Por último C.J. vuelve a ver a antiguo amor, Danny Concannon, quien la sorprende al final de una rueda de prensa vestido de Santa Claus. A pesar de su gran atracción y amistad, el segundo le admitirá que tiene una gran noticia entre manos: Los Rangers vigilaban el aeropuerto en el que iba a aterrizar el avión del Ministro de Defensa de Qumar. Atando cabos, C.J. se dará cuenta de lo que realmente ocurrió meses atrás.

## Curiosidades
- En este episodio se revela la fecha de nacimiento de Toby: el 23 de diciembre de 1954.
- Durante el comienzo del episodio, el padre de Toby habla en Yidis.

## Premios
- Nominado en los Premios Emmy a la mejor Dirección de Fotografía a Thomas Del Ruth, A.S.C.[1]
- Nominación a la Mejor Serie Dramática por los Premios Emmy
- Nominado en los Premios ASC a la mejor Dirección de Fotografía a Thomas Del Ruth, A.S.C.
- Ganador al mejor Hilo Argumental en los Premios Banff Rockie.

## Enlaces
- Enlace al Imdb
- Guía del Episodio (en inglés).